# Distrikt Saña

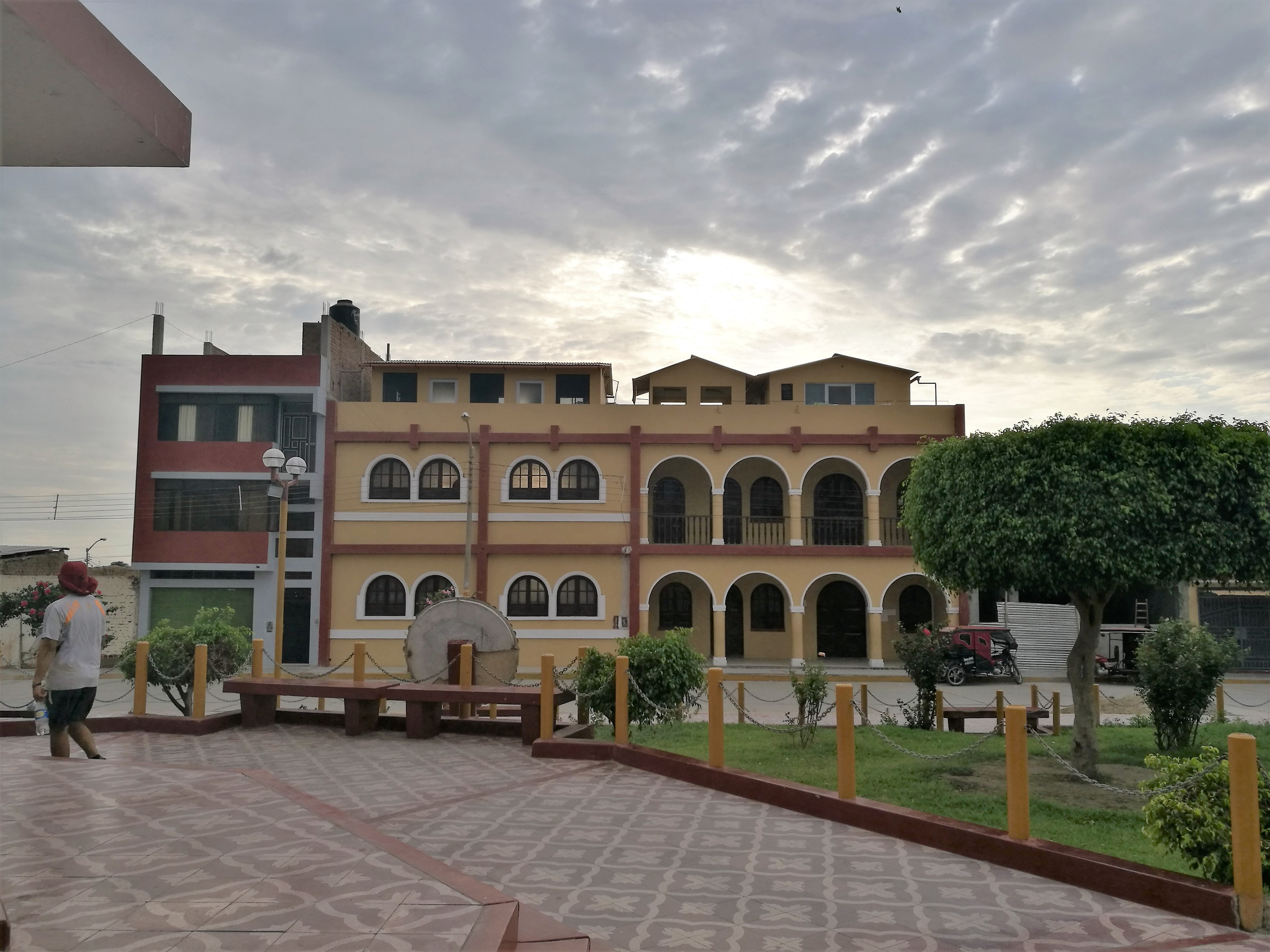
Gebäude an der Plaza de Armas in Zaña

Der Distrikt Saña, alternative Schreibweise Distrikt Zaña, liegt in der Provinz Chiclayo in der Region Lambayeque im Nordwesten von Peru. Er erstreckt sich über eine Fläche von 314 km². Beim Zensus 2017 wurden 12.197 Einwohner gezählt. 10 Jahre zuvor lag die Einwohnerzahl bei 12.013. Sitz der Distriktverwaltung ist die 46 m hoch gelegene Kleinstadt Zaña mit 4550 Einwohnern (Stand 2017). Zaña befindet sich 33 km südöstlich der Regions- und Provinzhauptstadt Chiclayo. 

## Geographische Lage
Der Distrikt Saña liegt im zentralen Südwesten der Provinz Chiclayo. Der Río Zaña durchquert den Südosten des Distrikts. Der Río Reque, der südliche Mündungsarm des Río Chancay, fließt entlang der nördlichen Distriktgrenze nach Westen. Entlang den Flussläufen wird bewässerte Landwirtschaft betrieben. Im Westen des Distrikts ist Wüste.
Der Distrikt Saña grenzt im Westen an den Distrikt Reque, im Norden an die Distrikte Pomalca, Tumán und Pucalá, im Osten an den Distrikt Cayaltí, im äußersten Südosten an den Distrikt Pacanga (Provinz Chepén) sowie im Süden an den Distrikt Lagunas.